# Paepalanthus

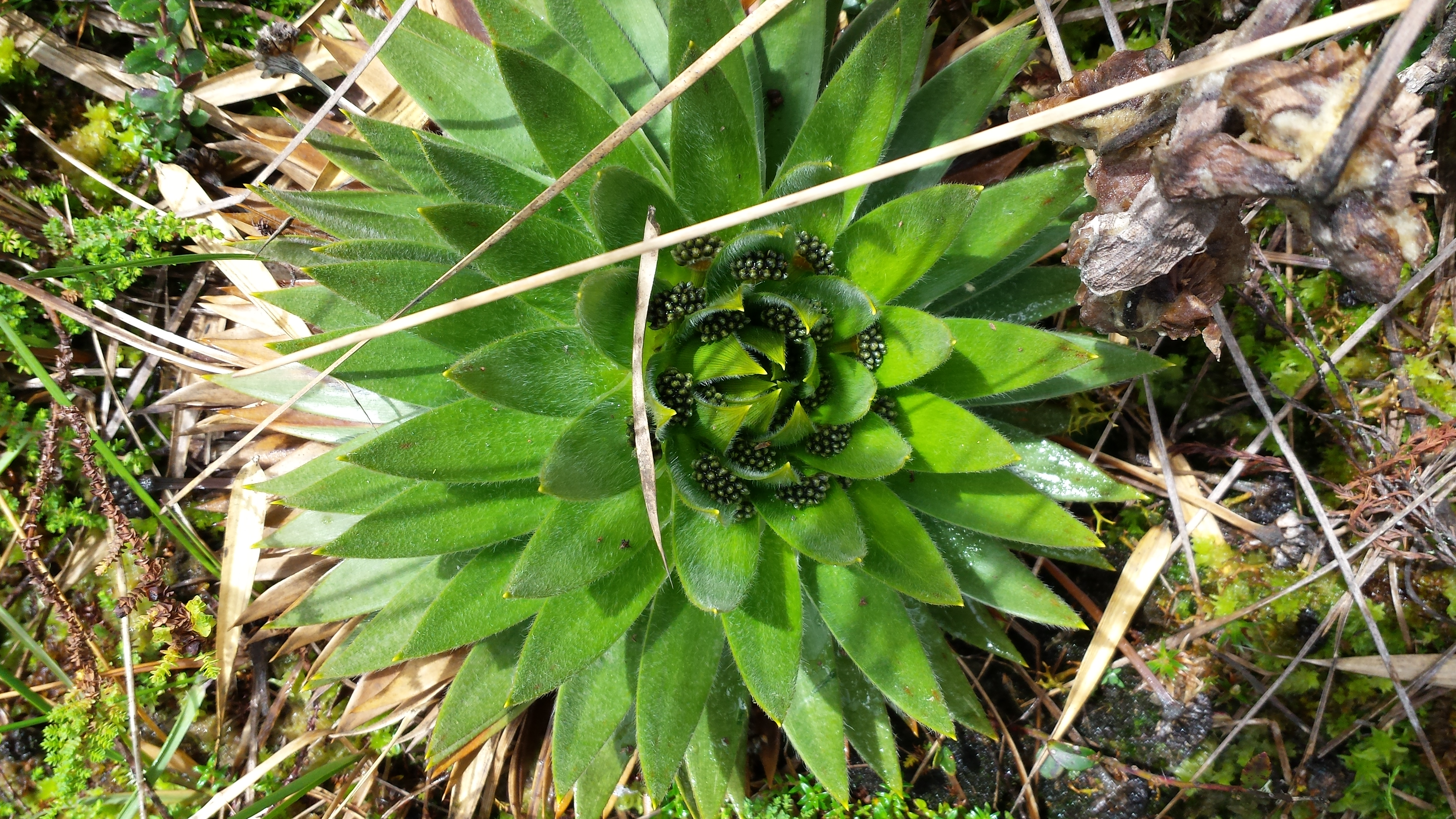
Paepalanthus columbiensis sinónimo de Paepalanthus alpinus en el Páramo de Guasca, Colombia

Paepalanthus es un género de plantas fanerógamas perteneciente a la familia Eriocaulaceae.  Comprende 686 especies descritas y de estas, solo 419 aceptadas.
Es nativa del África tropical y Madagascar y en América dese México a Brasil.
Esta familia se encuentra en Poales, trasladada desde  Bromeliaceae. Hay una especie en este género, Paepalanthus bromelioides, que es nativa del Cerrado de Brasil, lugar donde también fue encontrada la planta carnívora Brocchinia reducta.

## Descripción
Son plantas proto-carnívoras relacionadas estrechamente con las Bromeliáceas (Catopsis bertoriana, Brocchinia reducta y Brocchinia hechtioides) de tendencias carnívoras. Las hojas forman un cuenco central lubricado con líquido vegetal y con agua adentro con pH ácido que absorbe los insectos que caen adentro. Sin embargo, como en las plantas Bromeliáceas referenciadas, la digestión previa la realiza, aparentemente, una bacteria. Un complejo artrópodo vive dentro del tanque de agua entre las hojas y las inflorescencias.

## Taxonomía
El género fue descrito por Carl Friedrich Philipp von Martius  y publicado en Annales des Sciences Naturelles; Botanique, sér. 2, 2: 28. 1834. La especie tipo es: Paepalanthus lamarckii Kunth (1841).

## Especies seleccionadas
- Paepalanthus acantholimon Ruhland in H.G.A.Engler (ed.) (1903)
- Paepalanthus acanthophyllus Ruhland in H.G.A.Engler (ed.) (1903)
- Paepalanthus accrescens Silveira (1928)
- Paepalanthus alpinus Körn (1863)
- Paepalanthus bromelioides  Silveira (1908)
- Paepalanthus caryonauta Hensold (2016)[4]
- Paepalanthus costaricensis Moldenke ex Standl. (1937)
- Paepalanthus dendroides Kunth (1841)
- Paepalanthus karstenii Ruhland (1903)
- Paepalanthus lodiculoides Moldenke (1941)
- Paepalanthus paramensis Moldenke (1941)
- Paepalanthus pilosus Kunth (1841)